# 四条定史
四条 定史（しじょう さだふみ）は、日本の成人向け漫画雑誌で活動する漫画家、イラストレーター。男性。香川県出身。コアマガジンの成人向け漫画雑誌『漫画ばんがいち』と『コミックホットミルク』にて不定期で活動中。
小説、アダルトゲームのイラスト原画を中心に活躍したが、2009年10月発売の『コミックゼロエクス』（現在は廃刊）Vol.23より「お姉さんはストーカー!?」で漫画家デビューを果たす。その後、『漫画ばんがいち』、『コミックホットミルク』で不定期達筆し現在に至る。

## 作品リスト

### 単行本
1. 『攻めるが乙女♡』 2012年7月10日初版発行（同日発売[4]）、コアマガジン〈ホットミルクコミックス377〉、ISBN 978-4-86436-354-9
  - 「Sな彼女は下級生」 （COMICメガミルク Vol.24）
  - 「ふぃ～りんぐらぶ!」 （COMICメガミルク Vol.10）
  - 「プレゼントふぉーゆー♡」 （漫画ばんがいち 2012年6月号）
  - 「静留さんの興味ゴト♡」 （漫画ばんがいち 2012年3月号）
  - 「OLに癒しを!」 （COMICメガミルク Vol.16）
  - 「水着注意報!!」 （COMICメガミルク Vol.6）
  - 「素直になれなくて」 （COMICメガミルク Vol.22）
  - 「日焼けはお好きっ?」 （漫画ばんがいち 2012年1月号）
  - 「図書館誘惑大作戦!」 （COMICメガミルク Vol.8）
  - 「真子先生の秘密の保体」 （COMICメガミルク Vol.3）
  - 「麻里さんの調教成果♡」（描き下ろし）
  - 後書き
2. 『濃恋乙女』 2014年8月14日初版第1刷発行（2014年7月31日発売[4]）、コアマガジン〈メガストアコミックス416〉、ISBN 978-4-86436-656-4
  - 「一緒にあらいっこ♡」 （コミックホットミルク 2014年7月号）
  - 「スペシャル♡ジム体験」 （コミックホットミルク 2014年4月号）
  - 「むっつり娘と女王様 前編」 （コミックホットミルク 2013年6月号）
  - 「むっつり娘と女王様 後編」 （コミックホットミルク 2013年8月号）
  - 「放課後テンプテーション」 （コミックホットミルク 2013年2月号）
  - 「律子さんの○○計画♡」 （コミックホットミルク 2013年12月号）
  - 「Sweet♡milk」 （コミックホットミルク 2013年1月号）
  - 「スウィート♡ホーム」 （コミックホットミルク 2014年2月号）
  - 「単純?←♡→複雑?」 （コミックホットミルク 2012年10月号）
  - 「かわりたいのっ!」 （コミックホットミルク 2013年10月号）
  - 「ヤンキーさん?とオデブ君」（コミックホットミルク 2013年4月号）
  - 「お姉さんはストーカー!?』（コミックゼロエクス Vol.23）
3. 『絶対女子主導!～ガールズイニシアチブ～』 2017年9月30日発売[4]、コアマガジン〈メガストアコミックス519〉、ISBN 978-4-86653-091-8
  - 「シェアしましょっ♥」
  - 「お悩み陸上ガール」
  - 「フェチ♥ミックス」
  - 「シュー♥カツ!!〜関西娘のS活動〜」
  - 「興味♥身々」
  - 「幼馴染がサバサバしすぎていた件」
  - 「補習で授業ちゅ〜♥」
  - 「恋してしーぱらだいす」
  - 「おひまな主婦事情♥」
  - 「おひまな主婦事情♥ 後日談」
  - あとがき

### ゲーム原画
商業PCゲーム
- 『あまあね』 （2010年6月25日発売、18禁、ピースソフト）

携帯電話ゲーム
- 『戦国雀姫』 （伊達紫担当）‐ファンタジーモノ待受け画像、アプリゲーム（麻雀）

### 小説
- 『監獄島の洗脳捜査官 麗しき淫肉奴隷』 2009年6月28日初版発行（同日発売[5]）、KTC〈二次元ドリームノベルズ297〉、ISBN 978-4-86032-757-6
- 『AIKa ZERO』 2009年8月21日初版発行（2009年8月25日発売[6]）、メディアファクトリー〈MF文庫J〉、ISBN 978-4-8401-2869-8
- 『真帆先生のおあずけレッスン 結婚までHはダメッ』 2011年3月14日初版発行（同日発売[7]）、KTC〈二次元ドリーム文庫183〉、ISBN 978-4-7992-0049-0